# Heretic 2
Heretic II ist ein Third-Person-Shooter in einem Dark-Fantasy-Szenario von Raven Software, der 1998 über Activision für Windows veröffentlicht wurde. Es ist der vierte Teil der aus Heretic und Hexen zusammengesetzten Spielreihe und spielt nach dem Ende der ursprünglichen Schlangenreiter-Trilogie in Hexen II. Es setzt die Erzählung um Corvus, den Hauptcharakter aus Heretic, fort.
Das Spiel verwendet die weiterentwickelte Quake-2-Engine und ersetzte die in den Vorgängern übliche First-Person-Ansicht gegen eine Verfolgerperspektive, was zu Kritik führte. Ebenso entstand das Spiel, abgesehen von der Lizenzierung der Quake-Engine, nicht mehr in unmittelbarer Zusammenarbeit mit id Software. Die Musik wurde von Kevin Schilder komponiert, Gerald Brom trug mit Konzeptzeichnungen zu den Figuren und Kreaturen des Spiels bei.

## Handlung
Als Corvus, der Protagonist des ersten Titels, aus seiner Verbannung nach Parthoris zurückkehrt, wird diese seit einiger Zeit von einer Seuche heimgesucht, die die Betroffenen entweder tötet oder verrückt werden lässt. Corvus ist durch einen Angriff der Infizierten auf seine Heimatstadt Silverspring gezwungen zu fliehen und wird dabei selbst infiziert. Da er jedoch einen Folianten der Macht besitzt, werden die Auswirkungen der Krankheit bei ihm abgemildert. Dennoch muss er ein Heilmittel finden, bevor er der Krankheit unterliegt.
Seine Suche führt ihn durch die Stadt und einen Sumpf in einen Dschungelpalast, anschließend durch einen Wüstencanyon und einen Insektenstock, gefolgt von einem dunklen Minennetzwerk bis schließlich zu einer Burg auf einem hohen Berg, wo er auf einen alten Seraphim namens Morcalavin stößt. Morcalavin versuchte mit Hilfe der sieben Folianten der Macht die Unsterblichkeit zu erlangen. Da einer davon jedoch im Besitz von Corvus war, erwies sich einer davon als Fälschung. Dies führte zu Morcalavins Wahnsinn und erschuf die Seuche. Während des Endkampfs zwischen Corvus und Morcalavin tauscht Corvus den falschen Folianten gegen den richtigen, wodurch Morcalavins Wahnsinn geheilt und die Seuche beendet wird.

## Spielprinzip
Anders als die vorherigen drei Titel (Heretic, Hexen, Hexen II), die allesamt First-Person-Shooter waren, steuert der Spieler Corvus aus einer Third-Person-Perspektive, bei der die Kamera die fest hinter der Spielfigur angebracht ist. Das Szenario ist eine mittelalterliche Fantasywelt. Corvus beherrscht eine Kombination aus Nah- und Fernkampf, ähnlich dem Vorgänger. Während es weiterhin drei Waffen gibt, kann der Spieler ihre Munition festlegen. Daneben kann er verschiedene offensive und defensive Zauber nutzen, die sich aus jeweils eigenen Manapools (grün und blau) speisen. Der Foliant der Macht ist kein Gegenstand mehr, der sich in den Leveln verbirgt, sondern ein defensiver Zauber, der wie in den Vorgängern den Schaden erhöht und Waffen bzw. offensiven Zaubern für kurze Zeit neue Fähigkeiten verleiht. Der Nahkampf mit Corvus’ Stabklinge ist variantenreicher gestaltet, mit der Möglichkeit Gegnern die Gliedmaßen abzuschlagen und sie dadurch ungefährlich zu machen. Im gesamten Spiel verteilte magische Schreine bieten bei Benutzung eine Vielzahl an Bonuseffekte, wie Silber- oder Gold-Rüstungen, temporäre Gesundheitsboosts, permanente Verbesserungen der Stabklinge usw.
Die veränderte Spielperspektive und die dreidimensionale Spielumgebung ermöglichte den Entwicklern die Einführung einer größeren Bandbreite an Bewegungsmöglichkeiten, wie z. B. das Hochziehen an Kanten, das Abspringen von Wänden und Stabhochsprung, in einer weit dynamischeren Umgebung als es der Doom-Engine der ersten beiden Spiele möglich war. Both games invite comparison with their respective game-engine namesake: the original Heretic was built on the Doom engine, and Heretic II was built using the Quake II engine, later known as id Tech 2. Heretic II was favorably received at release because it took a different approach to its design.

## Entwicklung
Inspiriert von der Tomb-Raider-Reihe entschied sich Raven Software, die Quake-2-Engine für ein Third-Person-Actionspiel zu verwenden. Während der frühen Entwicklungsphase trug Gerald Brom mit seinen Konzeptzeichnungen maßgeblich zum optischen Design der Spielwelt bei. Anschließend entwarf und testete das Studio die Implementierung einer Third-Person-Kameraperspektive. Mit einer frühen Demonstration des Spiels erhielt Raven Software die Freigabe von Activision und visierte als Veröffentlichungszeitraum das Weihnachtsgeschäft 1998 an. Eine Herausforderung war die Notwendigkeit eines Softwarerenderers, um das Spiel für (hauptsächlich europäische) 16-Bit-Anwender spielbar zu machen.
Für realitätsnahe Animationen wurde der Hauptcharakter Corvus mit einem Rückgrat erschaffen und bestand aus insgesamt 1600 Frames. Die meisten Animationen wurden mit Softimage erstellt. Die statischen Objekte der Spielwelt und die vereinfachten Animationen wurden mit 3D Studio Max erstellt. Die Engine konnte bis zu 4.000 Polygone auf dem Bildschirm wiedergeben.
Für den deutschen Markt wurde das Spiel lokalisiert und die Blutdarstellungen aus dem Spiel herausgenommen. Im Vergleich zur englischen Version fehlt im Menü die Option zur Einstellung des Gewaltgrads. Körperteile können nicht abgetrennt werden und es fehlt eine Fluchtanimation von Gegnern.
Heretic II wurde später von Loki Software auf Linux, von Hyperion Entertainment auf den Amiga und von MacPlay auf den Macintosh portiert.

## Rezeption
Heretic II erhielt mehrheitlich positive Bewertungen (Gamerankings: 81,50 %).

„Die Strategie, eine vorgefertigte Grafik-Engine zu verwenden und dafür dem eigentlichen Spieldesign mehr Zeit zu widmen, geht wieder einmal auf. Die wunderschöne, abwechslungsreiche Grafik trägt eine wenig spektakuläre jedoch angenehm an die Drachenlanze-Saga erinnernde Fantasy-Geschichte. Mein Held läßt sich recht unkompliziert, wenn auch nicht immer sehr präzise, manövrieren. Die unsaubere Steuerung wirkt sich insofern nicht negativ auf das Geschehen aus, da hakelige Stellen eine absolute Rarität bleiben. Insgesamt sind es die Details, welche Heretic 2 besonderen Charme verleihen: die verwinkelten, vielartigen Level, das in Thorax und Unterkörper aufgeteilte Charaktermodell oder das stetige Aufrüsten der sehenswerten (und vor allem an der Spielfigur sichtbaren) Waffen.“

Edge lobte das Spiel für seinen Mix aus Jump ’n’ Run und Shoot ’em up. Heretic II sei individuell genug, um sowohl zwischen den First-Person-Spielen (wie id Softwares Egoshooter) als auch den Third-Person-Spielen (wie Core Designs Tomb Raider) herauszuragen. Heretic II war in der Auswahl der Zeitschrift Computer Gaming World für die Auszeichnung zum besten Actionspiel des Jahres 1998, unterlag jedoch Battlezone. Laut Redaktion habe Heretic II „bewiesen, dass die Quake-II-Engine in einem Third-Person-Spiel funktionieren könne und dass ein zaubernder Elf ohne Oberbekleidung tatsächlich großen Spaß vermitteln kann“.
Next Generation vergab drei von fünf Punkten und kam zu dem Urteil „Heretic II hat einige Punkte, die für das Spiel sprechen. Es nimmt ohne weiteres seinen Platz neben den aktuellen Schwergewichten ein, aber es dient auch als Erinnerung daran, dass alle Aspekte des Gamedesigns vorangetrieben werden müssen, wenn das eigene Projekt wirklich herausragen soll.“
Heretic II blieb ein kommerzieller Misserfolg. Gemäß PC Data verkaufte das Spiel in den Vereinigten Staaten bis April 1999 28.994 Einheiten. Steve Felsen, Director of Global Brand Management bei Activision, sah den Hauptgrund dafür im veränderten Game Design und gab an, „Fans von First-Person-Shootern – die Zielgruppe für dieses Spiel – griff wegen der Third-Person-Perspektive nicht zu“.
Die Rechte an der Serie waren zwischen id und Raven aufgeteilt. Raven war im Besitz der Entwicklungsrechte für eine Fortsetzung, id hielt die Veröffentlichungsrechte. Seit der Übernahme von id durch ZeniMax und Raven durch Activision sei eine Fortführung der Reihe daher gemäß id Softwares Tim Willits nicht möglich, solange die beiden Mutterkonzerne zu keiner Übereinkunft kämen.